# کارل ویلهلم راینموت
کارل ویلهلم راینموت (انگلیسی: Karl Wilhelm Reinmuth؛ ۴ آوریل ۱۸۹۲ – ۶ مهٔ ۱۹۷۹) یک ستاره‌شناس اهل آلمان بود.